# Clube dos Fenianos
Clube dos Fenianos  foi uma sociedade carnavalesca brasileira, com sede na cidade do Rio de Janeiro. Foi fundado em 1869, tendo sido uma das três maiores sociedades do Carnaval carioca durante décadas.
No ano de 1948, quando contou com o trabalho do carnavalesco Franklin Fonseca, foi o campeão do Carnaval carioca.
Em 1950, foi o quinto colocado, com 525 pontos. Voltou a vencer em 1952, ao totalizar 365 pontos, novamente com Franklin Fonseca como seu carnavalesco, após este passar 3 anos em outras agremiações. Não deve ser confundido com o Congresso dos Fenianos.